# Druga knjiga o Kraljevima
Druga knjiga o Kraljevima (hebr. מלכים ב, grč. Βαζιλεων, lat. Regum II) naslov je dvanaeste knjige Staroga zavjeta prema kanonu biblijskih knjiga Katoličke Crkve, koji ovu knjigu ubraja među Povijesne knjige. Kratica za ovu knjigu je: 2 Kr.
Dvije Knjige o Kraljevima pokrivaju 400 godina izraelske povijesti: od Davidove smrti do razorenja Jeruzalema (587. pr. Kr.).  Nije poznat pisac Druge knjige o Kraljevima. No pouzdano je da, poput Knjiga o Samuelu, sadrži podatke koji su sažeti iz dvorskih zapisa, a koji su suvremeni događajima koje su opisivali. Vjerojatno je prošla kroz mnoge ispravke dok nije dobila konačni oblik negdje u vrijeme progonstva u Babilonu (587. – 539. pr. Kr.).
Druga knjiga o Kraljevima nastavlja povijest dvaju izraelskih kraljevstava tamo gdje Prva knjiga o Kraljevima prestaje. Sastoji se od dva dijela: poglavlja 1 – 17 opisuju oba kraljevstva od polovice 9. st. pr. Kr. sve do poraza sjevernog Kraljevstva od Asirije i propasti Samarije 722. god. pr. Kr. Za to vrijeme prorok Elizej, Ilijin nasljednik, istupa kao Božji glasnik. Poglavlja 18 – 25 opisuju Judino kraljevstvo od pada izraelskog kraljevstva do razorenja grada Jeruzalema, što je 587. god. pr. Kr. učinio babilonski kralj Nabukodonozor II. Obuhvaćaju vladavinu dvaju velikih kraljeva, Ezekije i Jošije. 

## Sadržaj
1. poglavlje: Smrt kralja Ahazije zbog poganstva.
2. poglavlje: Uznesenje Ilijino na nebo i nasljednik Elizej.
3. poglavlje: Rat između Izraelaca i Moabaca.
4. poglavlje: Elizejeva čuda: umnažanje ulja i kruha, ozdravljenje dječaka.
5. poglavlje: Elizej ozdravlja Naamana, vojskovođu aramskog kralja, od gube.
6. poglavlje: Aramejska vojska opkoljuje Samariju kojoj nastaje velika glad.
7. poglavlje: Aramejci napuštaju tabore i kraj gladi u Samariji.
8. poglavlje: Kralj postaje Hazael koji je činio zlo Izraelu.
9. poglavlje: Proglašenje Jehue za kralja.
10. poglavlje: Jehu istrebljuje Ahazijinu porodicu.
11. poglavlje: Ahazijin sin Joaš na prijestolju.
12. poglavlje: Joaš naređuje svećenicima da uređuju hram
13. poglavlje: Opis kraljeva od Joahaza do Joaša koji odstupaju od Jahve i smrt Elizejeva.
14. poglavlje: Joašev sin Amasja postaje kralj Judeje, i on zarati s izraelskim kraljem Joašem koji ga porazi.
15. poglavlje: Opisivanja kraljeva: Azrija, Zaharija, Šalum, Menahem, Pekahija i Jotam.
16. poglavlje: Kralj Ahazija izrađuje novi žrtvenik.
17. poglavlje: Asirski kralj Šalamanasar V. zauzima i odvodi Izraelce u sužanjstvo u Asiriju.
18. poglavlje: Govor peharnika asirskog kralja.
19. poglavlje: Jahvin gnjev na asirskoga kralja i smrt njegova peharnika.
20. poglavlje: Ezekijina bolest i ozdravljenje.
21. poglavlje: Zbog kralja Manašea nevolje navale na Jeruzalem i Judeju.
22. poglavlje: Popravak Doma Jahvina i pronalazak Knjige Zakona.
23. poglavlje: Kralj Jošija obnavlja hramske propise.
24. poglavlje: Babilonski kralj Nabukodonosor II. napada Jeruzalem.
25. poglavlje: Osvajanje Jeruzalema i pustošenje hrama.